# موش خرچنگ‌خوار توئیدی
موش خرچنگ‌خوار توئیدی (نام علمی: Ichthyomys tweedii) نام یک گونه از سرده موش‌های خرچنگ‌خوار است.